# Castell d'It

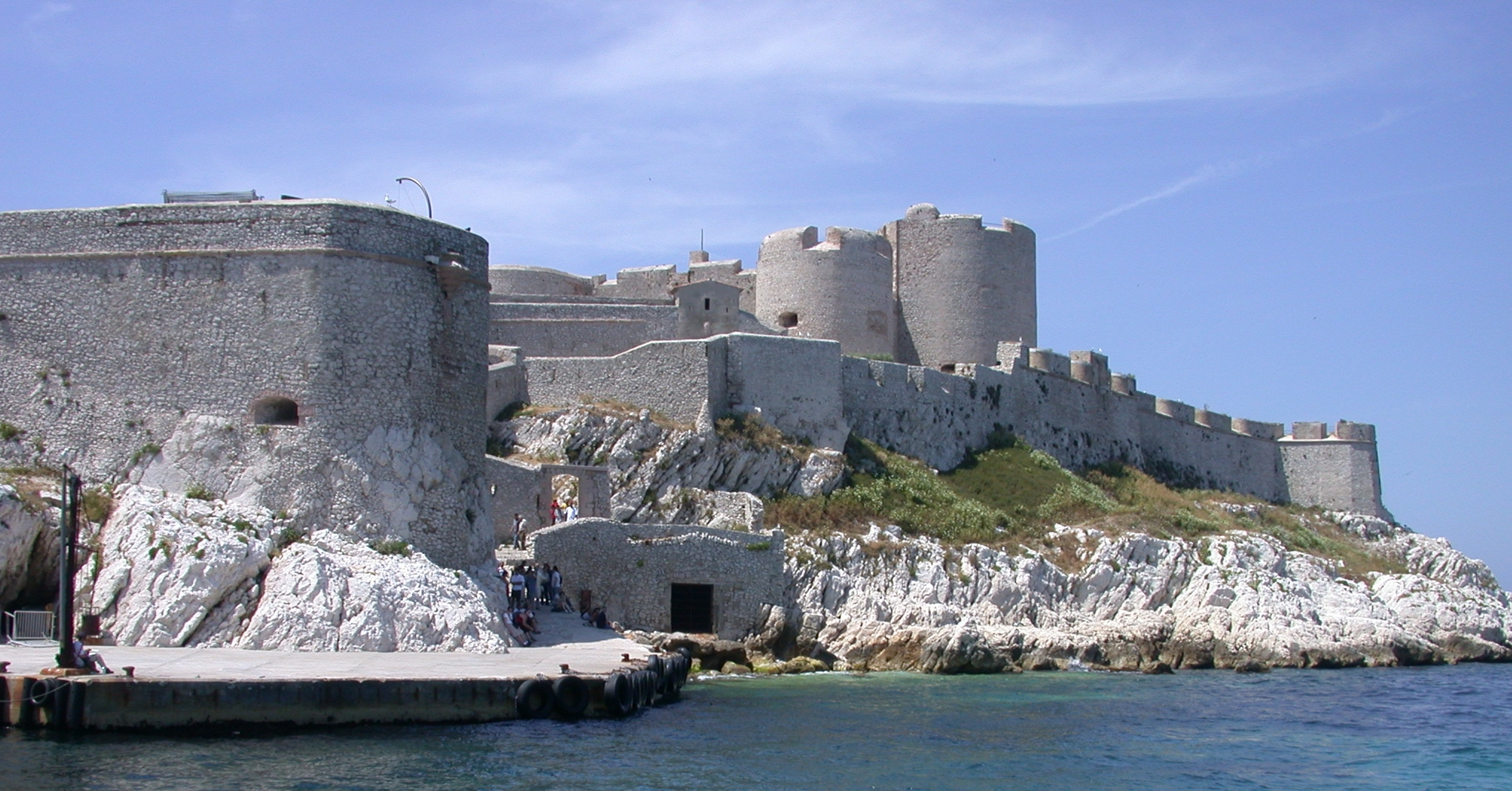
El castell des de l'embarcador de l'illa

El castell d'It (en occità, castèu d'It i, en francès, château d'If) és una fortalesa bastida sobre l'illot del mateix nom que forma part de l'arxipèlag del Frieu, davant de la costa de Marsella. És un dels indrets més visitats de Marsella. El castell és un monument històric francès.
El castell fou construït per ordre de Francesc I de França, entre el 1524 i el 1531. No se sap molt bé si per protegir la ciutat d'atacs marítims, com el sofert el 1524 per part de les tropes espanyoles de l'emperador Carles V, o per controlar els possibles moviments separatistes. El seu ús militar no fou necessari i, de mica en mica, esdevingué presó. Des del segle xvii fins a principis del xx es guanyà fama i llegenda per les seves dures condicions. Quan fou abandonada la seva funció penitenciària hi va funcionar un far fins a 1950. Actualment, és un atractiu turístic que ofereix, a més, una esplèndida vista de la ciutat des del mar.
El reconeixement universal li esdevingué en aparèixer a la novel·la d'Alexandre Dumas, El comte de Montecristo, on el protagonista, Edmond Dantès, hi és injustament empresonat durant molts anys.